# Бороро
Бороро́ (самоназва орарімугудоге, досл. «люди риби орарі») — індіанський народ у Південній Америці.

## Розселення і субетноси
В минулому займали центральну частину штату Мату-Гросу. Чисельність бороро зменшувалась з другої половини XIX ст. в кілька разів і на початок 1970-их років склала 800 осіб. Сучасні бороро проживають у Болівії (бл. 2 000 осіб) та Бразилії (бл. 1 000 осіб). Вони мешкають у селищах, головним чином в муніципалітеті Левержер штату Мату-Гросу.
Бороро у давнішу добу являли неоднорідну спільноту — поділялися на західну і східну групи. Крім того, в західній виокремлювалась ще одна, особлива група умутіна (умотіна, самоназва балоріє), представники якої відрізнялися від решти як культурно, так і антропологічно, будучи доліхокефалами з розвинутим волосяним покривом на обличчях (бородами) у чоловіків.

## Мова і релігія
Мова бороро (самі бороро називають її Boe Wadáru або скорочено Boe) класифікується вченими як ізолят, однак існують свідчення віддаленої спорідненості боророських мов з мовами же-пано мовної родини. Серед бороро поширена португальська (у Бразилії) / іспанська (у Болівії) мови.

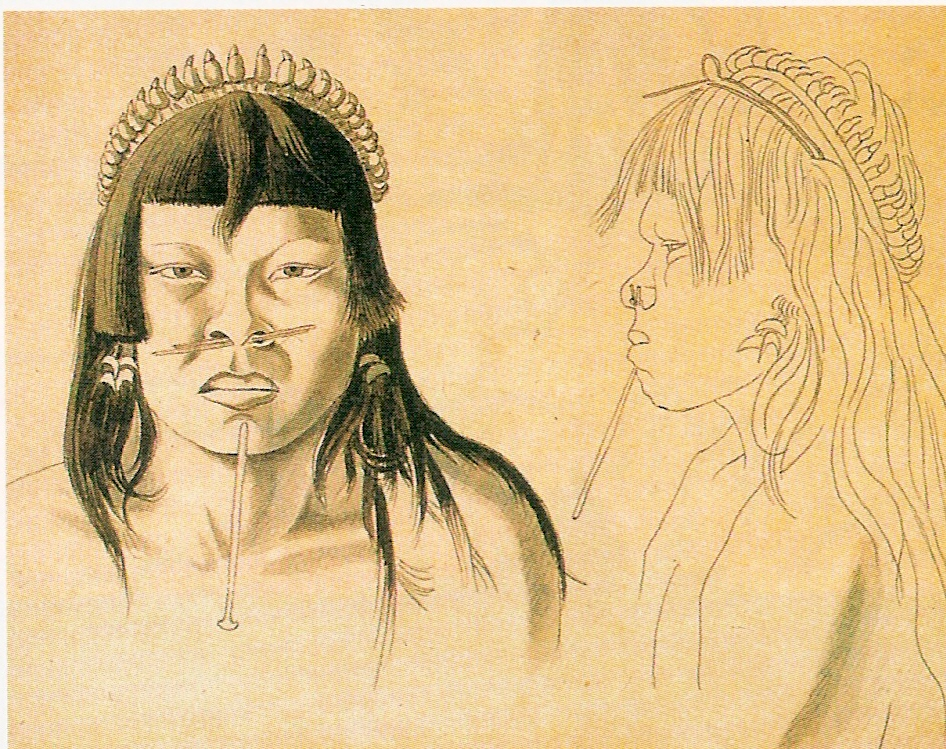
Індіанці бороро в Бразилії, малюнок франц. художника Е.Флоранса (Hercules Florence), зроблений під час експедиції Ланґсдорфа до Амазонії (1825—29)

За віросповіданням бороро є християнами-католиками, зберігаючи також традиційні вірування.

## Історія
Перші (документально засвідчені) контакти бороро з європейцями відносяться до XVIII ст.. У цей період вони жили в басейнах річок Гуапоре і Арагуаї.
У XIX ст. до бороро не раз споряджалися експедиції з науково-дослідницькими цілями.
У XX ст. зазнали значної асиміляції, також змішалися з шавантами.
Відомий французький антрополог і етнограф К.Леві-Строс у період 1935–39 рр. жив серед бороро, вивчаючи їхній побут, соціальну організацію і духовний світ. Міфологічні уявлення бороро лягли в основу 1-го тому «Сире і варене» (фр. Le Cru et le cuit) найвідомішої 4-томної праці антрополога «Міфологіки»

## Господарство і суспільство
Основні традиційні заняття бороро — підсічно-вогневе землеробство, рибальство, мисливство, збиральництво. Головні сільсько-господарські культури — кукурудза, гіркий і солодкий маніок, рис, бавовник, тютюн тощо.
Племена бороро поділялись на екзогамні фратрії.
Родина велика, розширена. Рід матрилінійний, тотемний.

## Матеріальна і духовна культура
Селище бороро складалося з двох великих наметів 2 окремих фратрій, що були розташовані по різні боки селища, часто півколом, а в осередді поселення містився чоловічий дім, де проживали юнаки і неодружені чоловіки.
Традиційне житло — видовжений намет з жердин вже у ХХ ст. став замінюватися традиційними одно-, двосімейними будинками з двосхилами дахами креольського типу.
За чоловічий одяг правило прикриття (часто листя) на геніталіях, з особливих нагод (під час релігійних церемоній, племінних свят тощо) — особливе вбрання, що складалося з різноманітних оздоб і поясу з кори та щедрого розмалювання тіла сакральними знаками. Практикувалося проколювання нижньої губи, що надавало, за уявленнями, вроди.
У бороро проводились/проводяться поховально-поминальні церемонії, ініціації хлопчиків тощо.
Наявний музичний фольклор, міфологічні перекази — астральні, про першопредка ягуара Адуго, його синів-пращурів бороро Бакороро та Ітуборі.